# Mordellistena bella
Mordellistena bella là một loài bọ cánh cứng trong họ Mordellidae. Loài này được Kirsch miêu tả khoa học năm 1866.